# Виноградов, Константин Константинович
Константин Константинович Виноградов (14 июня 1908 — 23 апреля 1997) — советский хозяйственный и государственный деятель, инженер-исследователь.

## Биография
Родился 14 июня 1908 года в г. Владимире в семье потомственного дворянина Константина Васильевича Виноградова и его супруги Антонины Александровны Виноградовой (урожд. Зенкова).
После окончания школы несколько лет работал на различных промышленных предприятиях, в том числе более шести лет — на заводе «Красный путиловец» в Ленинграде.
В 1930 г. поступил в Ленинградский индустриальный институт, в 1935 г. его закончил.
Одновременно с учёбой в институте продолжал работать на Путиловском заводе, сначала — рабочим, затем — старшим мастером. Работая на Путиловском заводе, разработал новый метод поверхностной закалки оснований гусеничных траков для танков.
В 1935 году, по окончании института, был направлен на Уральский завод тяжёлого машиностроения, где работал инженером-исследователем в Центральной лаборатории, начальником термического цеха, начальником кузнечно-прессового цеха, начальником Центральной лаборатории, начальником производства. Участвовал в освоении производственного процесса крупных валков для станов холодной прокатки (впервые в СССР), разработке методов поверхностной закалки деталей, термической обработки стволов артиллерийских орудий. В начале войны организовал в кузнечно-прессовом цехе освоение новой продукции, в том числе брони для танков КВ и Т-34, штамповку лопастей для боевых самолётов. Участвовал во внедрении высокопроизводительного технологического процесса многорядного нагрева брони в термических печах, оригинальных методов правки бронелистов, производстве цельноштампованных башен для танков Т-34 из широкого листа.
В 1947 году был назначен главным инженером — заместителем директора Новокраматорского завода в г. Электростали под Москвой, в 1949 — директором этого предприятия. Участвовал в проекте реконструкции завода и строительстве новых цехов. За это время завод освоил выпуск первых в СССР новых трубопрокатных станов, новых видов доменного оборудования, валков горячей и холодной прокатки.
В 1951 году был назначен директором Уралмашзавода. Внес большой вклад в послевоенную перестройку завода на выпуск мирной продукции, организацию крупносерийного производства буровых установок и карьерных экскаваторов, прокатных станов и гидравлических прессов, возобновление в больших масштабах выпуска оборудования для металлургических заводов.
С мая 1954 года — Первый заместитель Министра тяжёлого машиностроения СССР.
В 1957—1973 годах — заместитель начальника, начальник отдела Госплана СССР, член Госплана, начальник отдела Госэкономсовета Совмина СССР. Работал над развитием и размещением предприятий тяжелого, энергетического, транспортного, строительного, дорожного и коммунального машиностроения СССР, позже — автомобилестроения, сельхозмашиностроения и других отраслей и разработке проектов планов по этим отраслям. Был членом постоянной комиссии по машиностроению Совета экономической взаимопомощи (СЭВ), членом секции машиностроения Комитета по Ленинским и Государственным премиям.
Выйдя в 1973 году на пенсию, продолжал заниматься научной работой в ЦНИИмаш и ВНИИстройдормаш (вплоть до 1987 года).
Член КПСС. Делегат XIX съезда КПСС.
С 1935 г. и до смерти был женат на Валентине Дмитриевне Виноградовой (уродж. Кузьмина). В 1937 г. у К. К. Виноградова родилась дочь Елена, а в 1940 — сын Александр.
Умер 23.04.1997 в г. Москве.
Семья К. К. Виноградова была в родственных отношениях с семьей Н. А. Морозова. К. К. Виноградов после окончания школы и до отъезда в Свердловск в 1935 году жил у Н. А. Морозова в г. Ленинграде. После того, как К. К. Виноградов женился на Валентине Дмитриевне, его жена также жила у Морозовых. После 1935 года семьи Морозовых и Виноградовых поддерживали постоянную связь по переписке.

## Звания и награды
В 1942 году награждён орденом «Красная звезда».
В 1945 году награждён медалью «За доблестный труд в Великой отечественной войне 1941—1945».
В 1952 году удостоен Сталинской премии 3-й степени за освоение производства подшипников жидкостного трения для прокатных станов (в составе коллектива).
В 1952 году награждён орденом «Трудового Красного знамени» за вклад в строительство Волго-Донского судоходного канала.
В 1966 году повторно награждён орденом «Трудового Красного знамени».